# Falling Water
Falling Water è una serie televisiva drammatica soprannaturale statunitense. Un'anteprima anticipata senza pubblicità dell'episodio pilota andò in onda il 21 settembre 2016 in vista della première del 13 ottobre 2016. Il 13 aprile 2017, USA Network ha rinnovato la serie per una seconda stagione, anche se con Rémi Aubuchon in sostituzione di Blake Masters come showrunner.
Il pilot è stato scritto e co-creato da Blake Masters e Henry Bromell prima che Bromell morisse nel 2013. In onore al suo lavoro, Bromell è ancora elencato come co-creatore e riceve credito come produttore.
In Italia, la serie viene pubblicata dal 5 gennaio 2017 su Amazon Video. Il 3 aprile 2017, la serie viene rinnovata per una seconda stagione.
Il 18 maggio 2018, USA Network cancella la serie dopo due stagioni.

## Trama
Tre estranei si rendono conto che stanno sognando parti dello stesso sogno. Mentre approfondiscono il significato della loro connessione reciproca, si rendono conto che le implicazioni sono molto più grandi dei loro personali destini, e il futuro del mondo è nelle loro mani.

## Personaggi

### Personaggi principali
- Burton, interpretato da David Ajala, doppiato da Nanni Baldini. Capo della sicurezza interna di The Firm[8]
- Tess, interpretata da Lizzie Brocheré, doppiata da Federica De Bortoli. Una trend spotter[9]
- Taka, interpretato da Will Yun Lee, doppiato da Stefano Crescentini. Un detective della polizia di New York
- Woody Hammond, interpretato da Kai Lennox, doppiato da Gianfranco Miranda.[10] Specialista di private equity presso The Firm
- Olivia Watson, interpretata da Anna Wood, doppiata da Selvaggia Quattrini.[11] Donna che appare nei sogni di Burton
- Bill Boerg, interpretato da Zak Orth, doppiato da Edoardo Stoppacciaro.[12] Fondatore e CEO delle Boerg Industries
- Alexis Simms, interpretata da Sepideh Moafi, doppiata da Laura Lenghi. Partner di Taka nella omicidi.

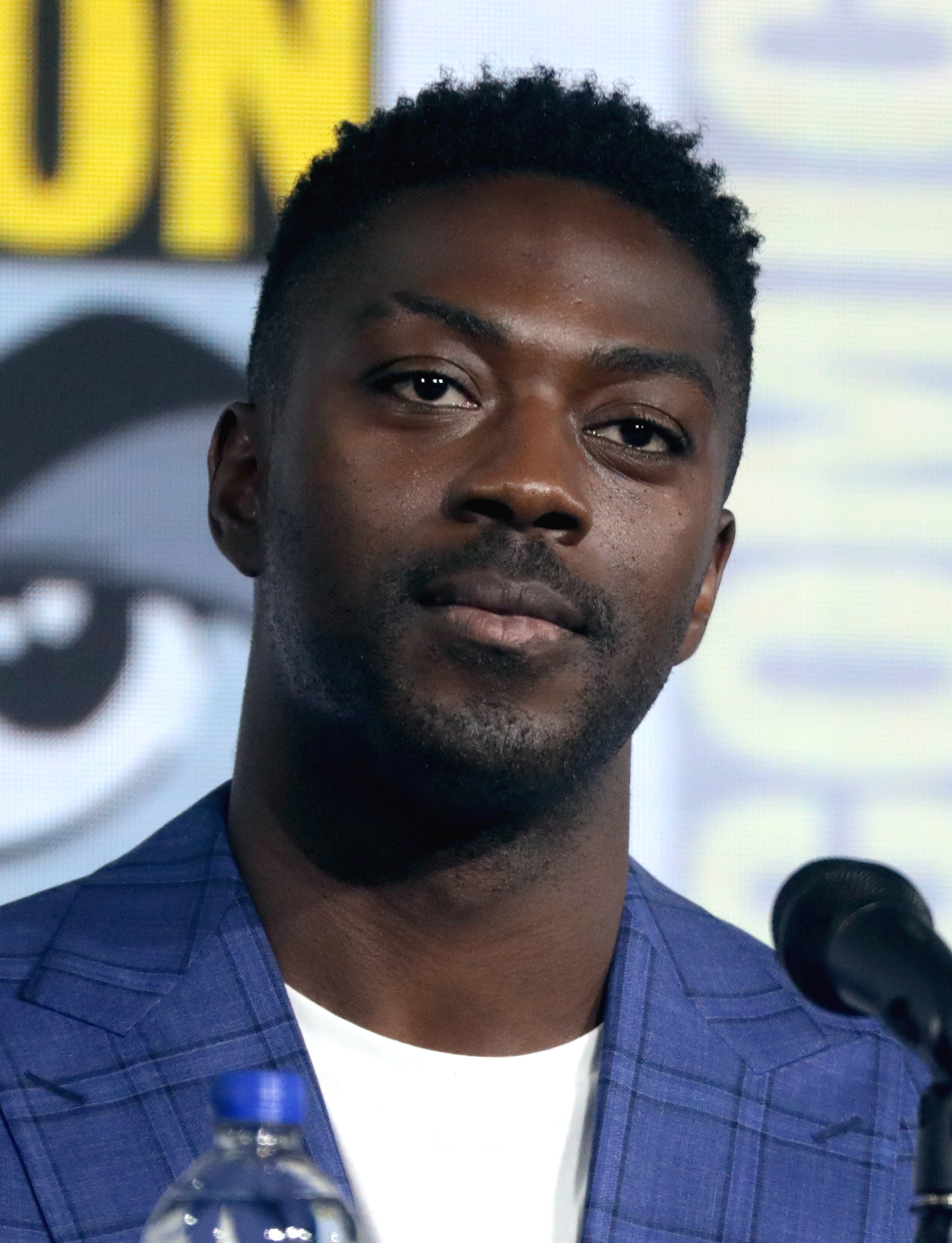
David Ajala interpreta Burton.
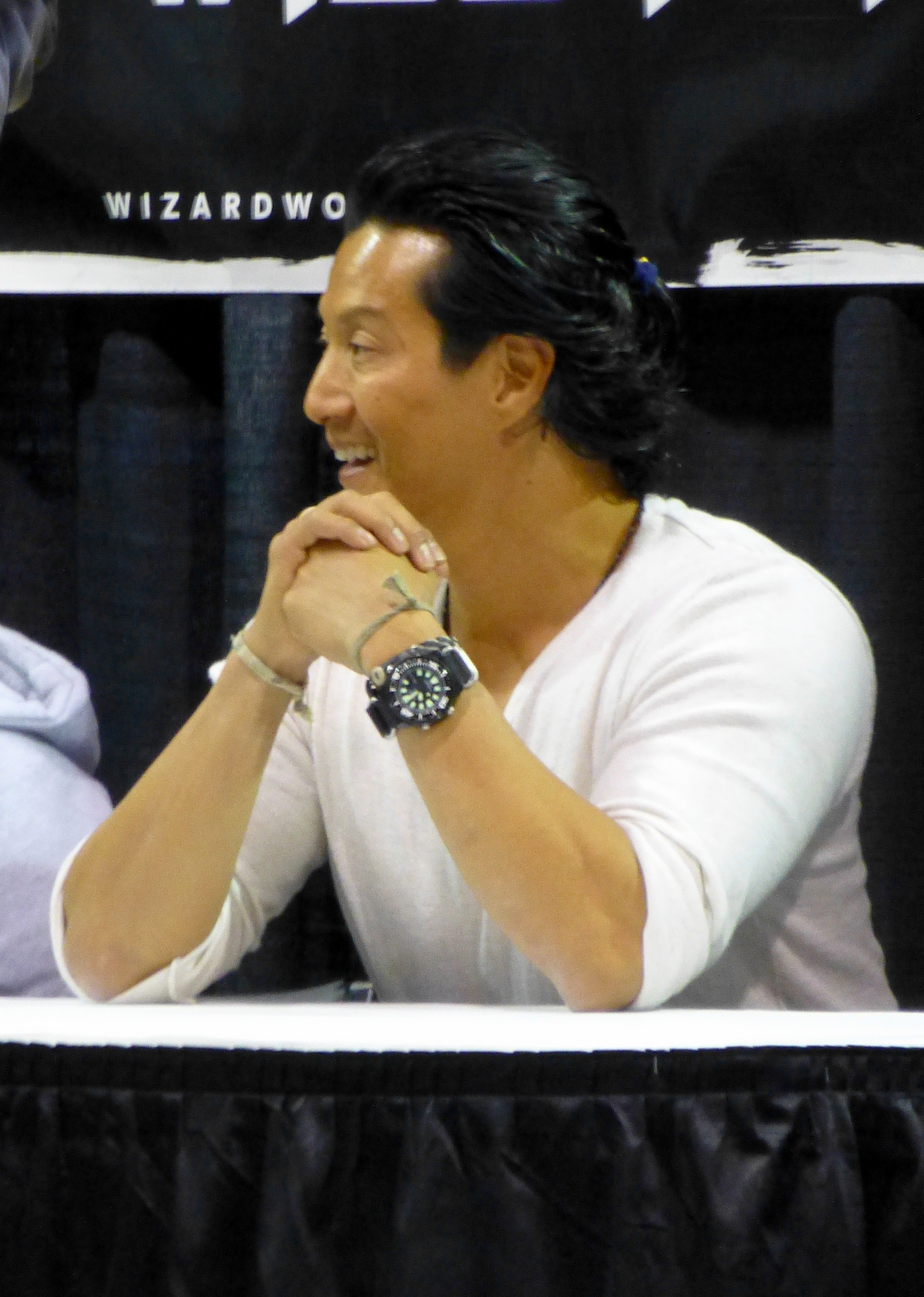
Will Yun Lee interpreta Taka.
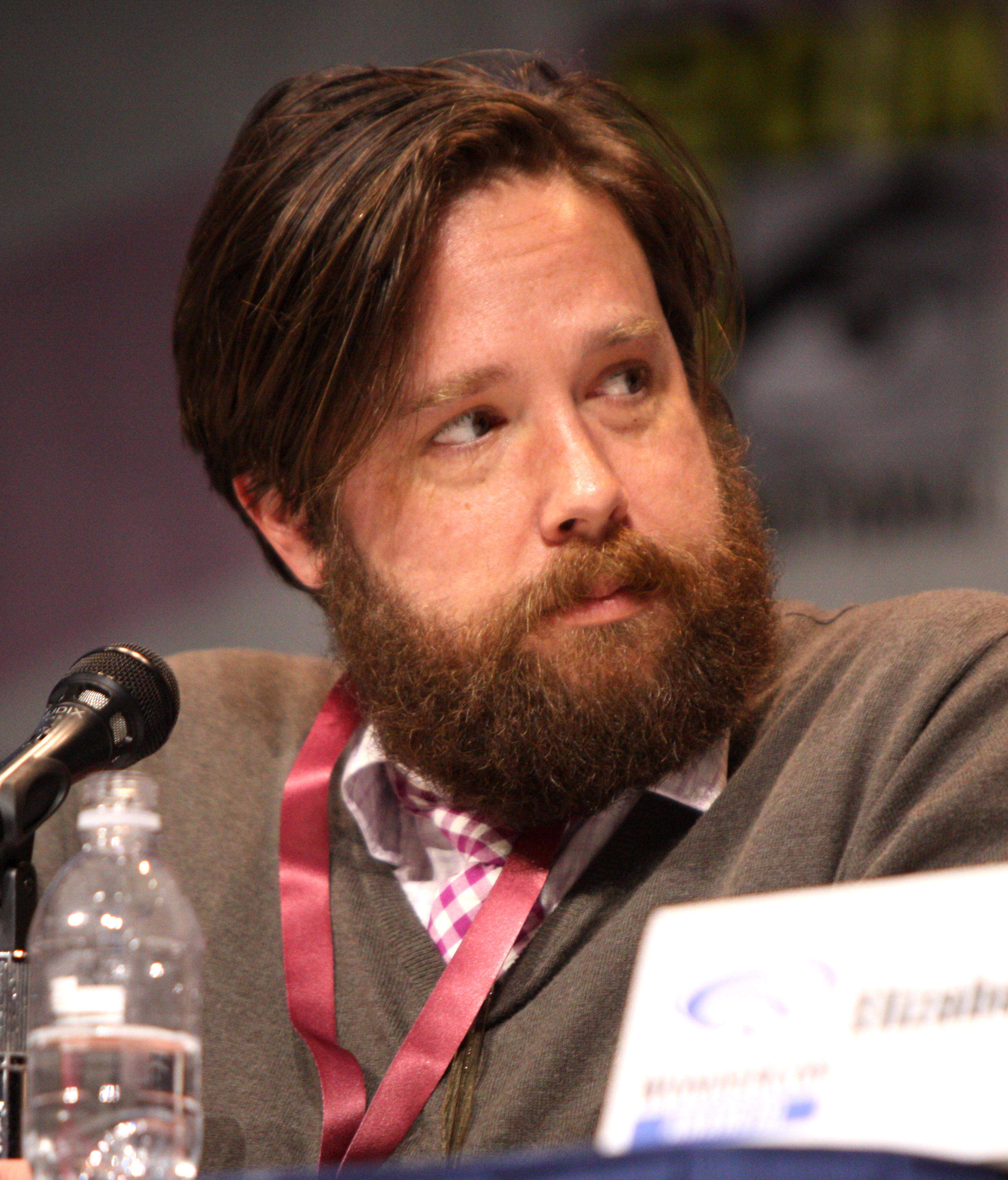
Zak Orth interpreta Bill Boerg.

### Personaggi secondari
- Sabine, interpretata da Brooke Bloom (st. 1) e Brittany Allen (st. 2), doppiata da Emanuela D'Amico.
- Ann Marie Bowen, interpretata da Melanie Nicholls-King, doppiata da Laura Romano.
- Alice, interpretata da Lizzy DeClement, doppiata da Gemma Donati.
- Nicholas, interpretato da Neal Huff, doppiato da Alberto Bognanni.
- Bizzy, interpretata da Jennifer Ferrin, doppiata da Chiara Gioncardi.
- Robert Arnot, interpretato da Douglas Hodge, doppiato da Pasquale Anselmo.
- Dottoressa Duria, interpretata da Pooya Mohseni, doppiata da Alessandra Korompay.
- Isla, interpretata da Lucy Walters, doppiata da Angela Brusa.
- Andy, interpretato da Lou Taylor Pucci, doppiato da Davide Perino.
- Levon, interpretato da Shiloh Fernandez, doppiato da Andrea Mete.
- Thomas Dolan, interpretato da JR Bourne, doppiato da Andrea Lavagnino.
- Taylor Bennett, interpretata da Mary McCormack, doppiata da Roberta Pellini.
- Jeremy, interpretato da Kristopher Turner, doppiato da Emiliano Coltorti.
- Phillip Whittaker, interpretato da Ted Whittall, doppiato da Fabrizio Pucci.
- Sam Morrison, interpretato da Jonathan Potts, doppiato da Ambrogio Colombo.
- Emily Dolan, interpretata da Hailey Kittle, doppiata da Sara Labidi.

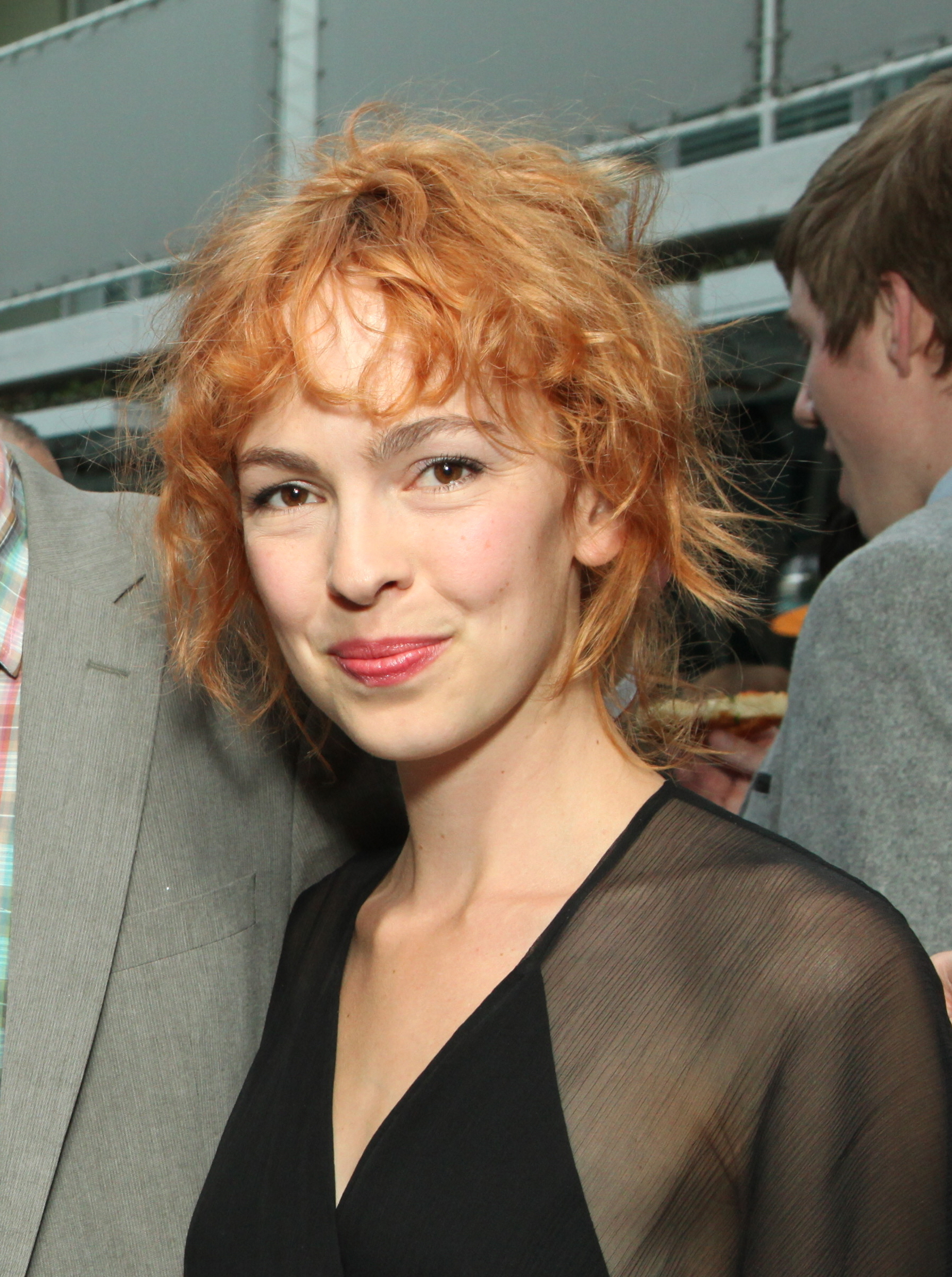
Brittany Allen interpreta Sabine.
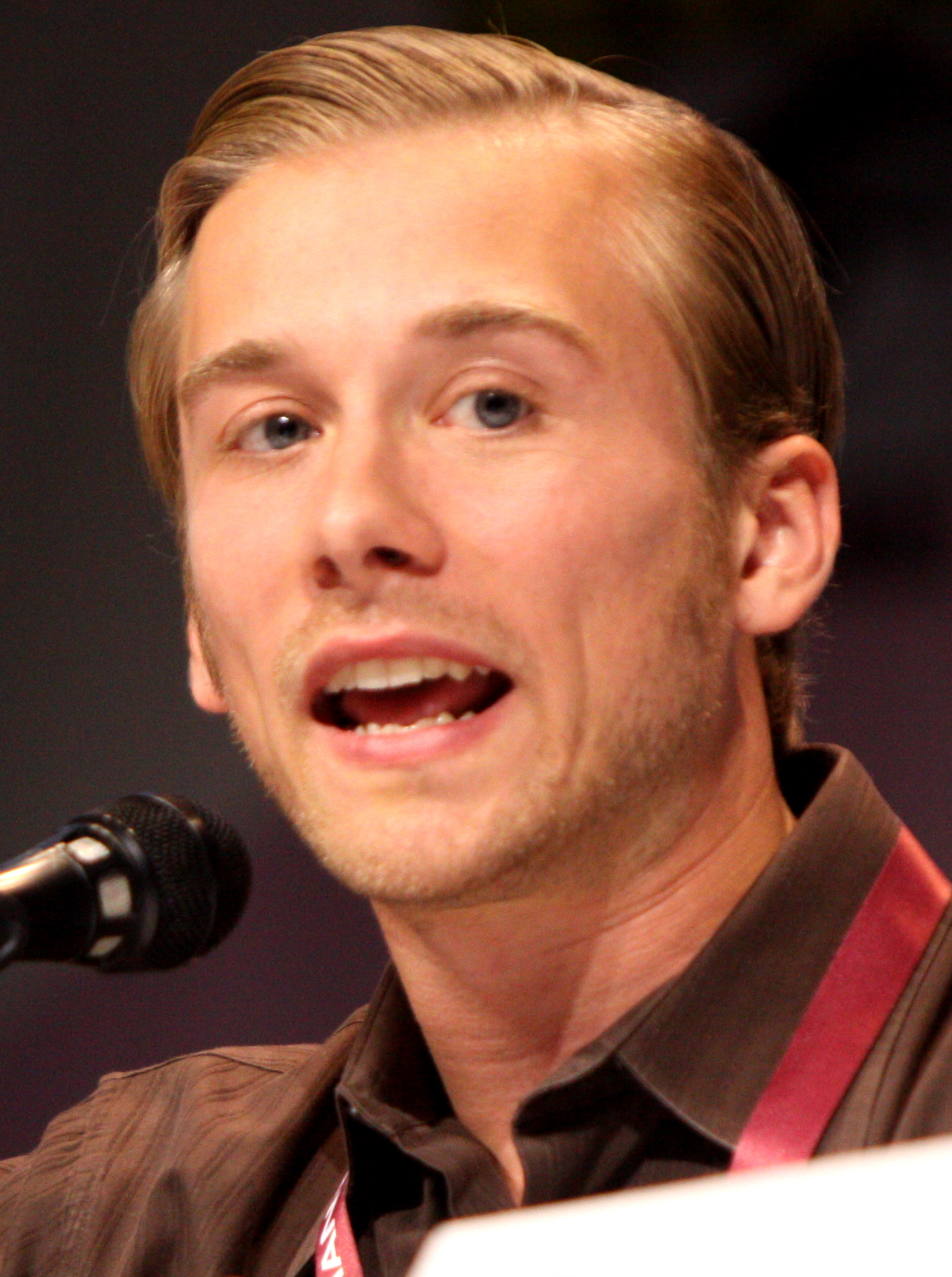
Lou Taylor Pucci interpreta Andy.
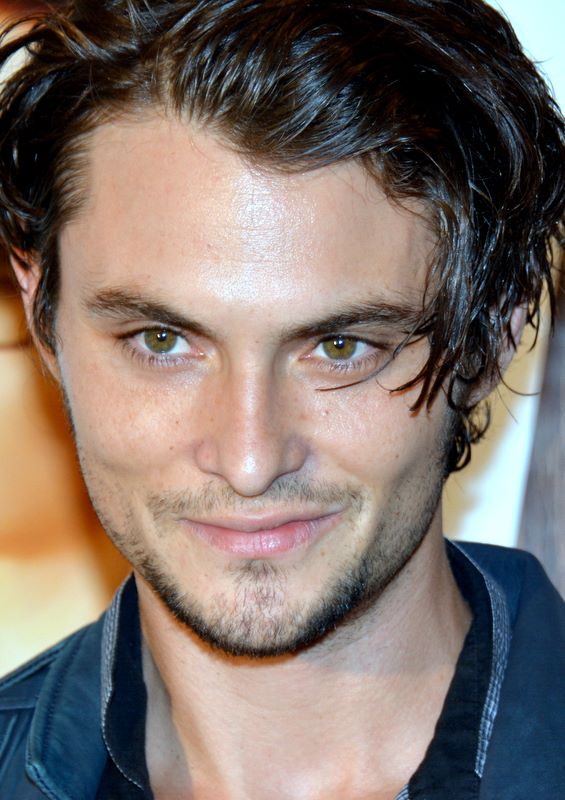
Shiloh Fernandez interpreta Levon.
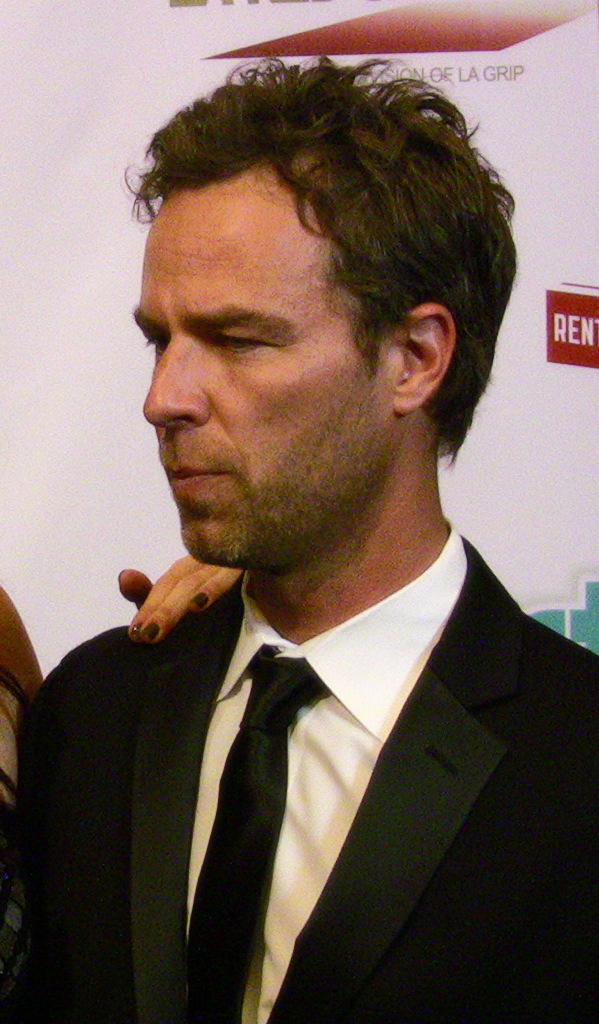
JR Bourne interpreta Thomas Dolan.
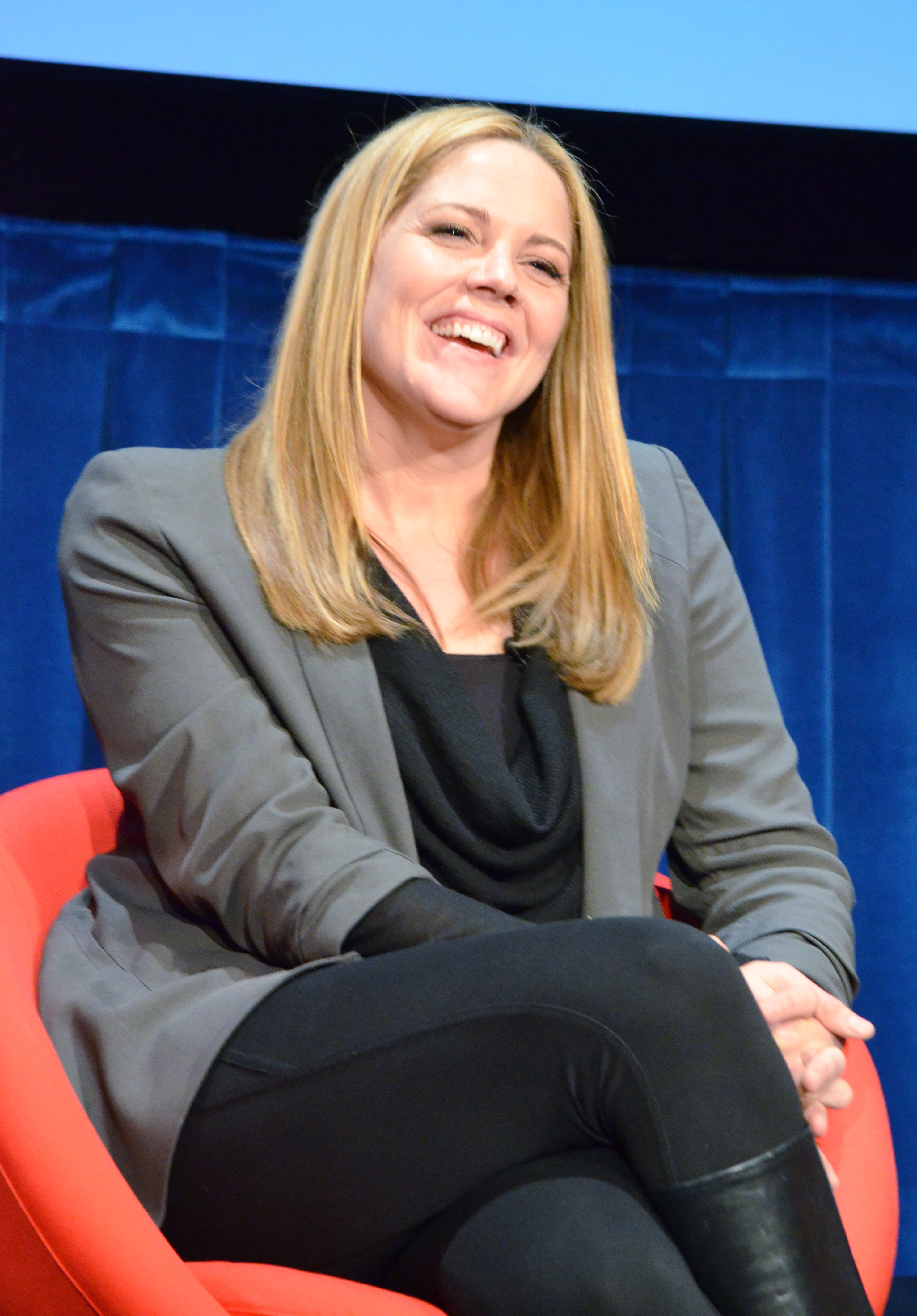
Mary McCormack interpreta Taylor Bennett.

## Episodi
| Stagione         | Episodi | Prima TV USA | Pubblicazione Italia |
| ---------------- | ------- | ------------ | -------------------- |
| Prima stagione   | 10      | 2016         | 2017                 |
| Seconda stagione | 10      | 2018         | 2018                 |

## Accoglienza
Falling Water ha ricevuto recensioni miste dai critici. Il review aggregator Rotten Tomatoes ha riportato un 28% di rating di approvazione con un punteggio pari a 5,21/10 basato su 18 recensioni. Il consenso del sito afferma: "Falling Water tenta complessità ed intrighi ma sforna un concetto privo di immaginazione privo di un payoff redimibile." Metacritc, che usa una media ponderata, ha assegnato un punteggio di 50 su 100 sulla base di 14 recensioni, indicando "Recensioni contrastanti o medie".

## Premi e nomination
| Anno | Premio        | Categoria                                | Candidato     | Risultato  |
| ---- | ------------- | ---------------------------------------- | ------------- | ---------- |
| 2017 | Saturn Awards | Miglior serie televisiva di fantascienza | Falling Water | Nomination |